# بابابرقی
بابابرقی شخصیتی است که به عنوان نمایندهٔ شرکت توانیر در برنامه‌های تبلیغاتی و هشداردهندهٔ این شرکت حضور دارد. از شخصیت بابابرقی در نقاشی‌های دیواری شهرها نیز استفاده می‌شود.
خالق شخصیت رئال و انیمیشن بابا برقی سید محسن شهشهانی نژاد در شرکت تبلیغاتی نقش ایام نما و شاعر مجموعه بابابرقی رضا اشعاری و طراح شخصیت انیمیشنی آن نیز گروه انیمیشن شرکت تبلیغاتی نقش ایام نما بود و دوبلر صدای او حسین لطفی بود. این تبلیغات توسط شرکت نقش ایام نما جذب و اجرایی شد.
تبلیغات آهنگین و شعرگونه بابابرقی آن‌قدر در تلویزیون تکرار شد که «ملکه ذهن» مردم شد و آن را به نماد «صرفه‌جویی» در جامعه تبدیل کرد.
پس از عبور از میانه‌های دهه ۱۳۸۰ و گذر از خاموشی، ادامه داستان‌های بابابرقی و تبلیغات آن کم‌کم به فراموشی سپرده‌شد.
در سال ۱۳۹۰ مراسمی با عنوان «جشن بابابرقی» در کاشان برای نونهالان برگزار شد.

## در فرهنگ عامه
- از روی شعر «هرگز نشه فراموش، لامپ اضافی خاموش!» بابابرقی، جوک‌هایی ساخته‌شد.[۱]
- در فیلم طبقه‌ی هساث، بابابرقی به‌خواب آقای کمالی (با بازی رضا عطاران) که در فکر گرفتن زن دوم است می‌آید و به او می‌گوید «مصرف بی‌رویه کار خیلی بدیه».[۱]